# Ringe
 For alternative betydninger, se Ringe (flertydig). (Se også artikler, som begynder med Ringe)
Ringe er en by på Midtfyn med 6.822 indbyggere  (2025), beliggende 23 km syd for Odense, 23 km nord for Svendborg, 29 km sydvest for Nyborg og 26 km nordøst for Faaborg. Ringe ligger i Region Syddanmark og hører til Faaborg-Midtfyn Kommune. Ringe er kommunens næststørste by og huser rådhuset med en stor del af kommunens forvaltning. I 1970-2006 var Ringe kommunesæde i Ringe Kommune.

## Kirker
Ringe hører til Ringe Sogn. Midt i byen ligger Ringe Kirke fra 1125. Den var oprindeligt en romansk kirke fra 1125, men blev ombygget i gotisk stil i 1600-tallet og 1700-tallet. Mest bemærkelsesværdigt er tårnet, som foruden sin usædvanlige placering oven på sydkapellet har femdelte gavle, der vender mod alle fire verdenshjørner.
Lidt syd for byen ligger Ringe Statsfængsel, som blev taget i brug i 1976 og er et lukket fængsel med 130 medarbejdere og plads til 86 indsatte. Inden for fængslets mure ligger Kellerupkirken fra 1990.

## Faciliteter
- Ringes oprindelige kommuneskole Guldhøjskolen er nedlagt. Den blev i 1988 lagt sammen med Rubjerglundskolen (tidligere Midtfyns fælleskommunale realafdeling) og fik navnet Nordagerskolen. Den har 576 elever, fordelt på 0.-9. klassetrin i 26 klasser.
- I 1967 fik sydbyen sin egen skole, Tingagerskolen. I 1978 var den fuldt udbygget med 508 elever, fordelt på 0.-10. klassetrin, idet byens 10. klasses elever er samlet her.
- Ringe Friskole har 202 elever.
- Ringe Kost- og Realskole blev grundlagt i 1907 som mellem- og realskole, men er nu for børn og unge, der skal overvinde psykiske traumer. Den har plads til 75 elever og har omtrent samme antal medarbejdere.[2]
- Idrætscenter Midtfyn har 2 haller, fitnesscenter, svømmehal med 25 meters konkurrencebassin, opvarmningsbassin og varmtvandsbassin, padelbaner og 5 mødelokaler.[3]
- Ringe Sø på 14 ha blev drænet midt i 1800-tallet, men genoprettet i 2005. Stien omkring søen er siden 2012 benyttet bl.a. til hel- og halvmarathon-løb. Ved søen er der anlagt Jernalderområde og amfiteater.
- Ringe Boldklub er gammel, og der er spillet fodbold i Ringe allerede i 1800-tallet.[4]. Risøhøj er byens håndboldklub.[5] Ringe Gymnastikforening tilbyder atletik, vandgymnastik, svømning, gymnastik, løb og kroket.[6] Desuden findes Ringe Svømme-Klub, Ringe Badminton Club, Midtfyns VolleyballKlub og Midtfyns Billardklub af 1976. Vest for byen ligger Midtfyns Golfklub.
- Ringe har 2 spejdergrupper: De grønne KFUM-Spejdere, som holder til på Guldhøj, og de blå spejdere fra Rethingh-gruppen, som hører under Det Danske Spejderkorps.
- Daginstitutionen 1000FRYD er normeret til 99 børnehavebørn og har 16 ansatte. Vesterparken med 16 ansatte er normeret til 56 børnehavebørn og 16 vuggestuebørn. Hættegården med 18 ansatte er en naturbørnehave, normeret til 72 børnehavebørn og 12 vuggestuebørn.
- Tingager Plejehjem er opført i 1970 og ombygget i 2003. Det har 56 1-rums lejligheder.
- Ringe Bio er udnævnt til kunstbiograf og modtager støtte fra Det Danske Filminstitut.
- Byen har 5 supermarkeder og mange specialforretninger samt bibliotek, lægehus og tandklinik.

## Historie
Ringe omtales i 1322 under navnet Rethingh og i 1513 som Renge. Stedet udviklede sig først til en egentlig landsby i 1700-tallet.

### Ringe Museum
Ringes ældste hus (bortset fra kirken) stammer fra 1704 og ligger i Algade. Det er en del af egnsmuseet Ringe Museum, der blev indrettet i 1923 i Ringes første skole, "Organistskolen". Museet udstiller bl.a. gamle dragter, mønter fra Vikingetiden og oldsager. Desuden har museet rester af det oprindelige guld fra Guldhornene i form af et par øreringe, som tyven Niels Heidenreich forærede sin nabo.

### Jernbanen
I 1873 omtales Ringe således: "Ringe ved den Korsvei, som dannes af ovennævnte Landeveie [Odense-Svendborg-vejen og Assens-Nyborg-vejen], med Kirke, Præstegaard, 2 Skoler, Apothek, Kro, Veirmølle og Bageri".
Ringe har ikke været købstad, men den udviklede sig til en købstadslignende stationsby efter at den fik station på Svendborgbanen (Odense-Svendborg) i 1876. Ringe Station blev Fyns næststørste jernbaneknudepunkt med baner i fire retninger, da der også blev åbnet jernbane til Faaborg i 1882 og til Nyborg i 1897.
Ringe Station er stadig den største mellemstation på Svendborgbanen, men Nyborg-Ringe-Faaborg Banen blev nedlagt i 1962. Sporet til Nyborg blev taget op i 1963-64. Nord for Jernbanegade kan man se, hvor det gik langs Svendborgbanen. Til Faaborg var der stadig godstrafik til 1987, hvorefter der mellem Korinth og Faaborg blev etableret en veteranbane, som af og til også kørte tog rundt i landet via Ringe. Denne trafik ophørte i 2002, hvor sporet var blevet for dårligt. Nu er sporet taget op og erstattet af den asfalterede Natursti Ringe-Korinth, der starter fra Ørbækvej syd for stationen.

### Stationsbyen
I 1899 omtales byen således: "Ringe (1322: Rethingh, 1513: Renge), stor købstad-lignende Landsby ved Korsvejen, med omtr. 1.000 Indb., Kirke, Præstegd., 3 Kommuneskoler — Kirkesangerskolen, Organistskolen og Forskolen —, Fri- og Fortsættelsesskole, Amtssygehus (opf. 1885, Plads for 14 Patienter), Fattiggaard (opf. 1863, Plads for 60 Lemmer), Hospital (opr. 1737 af Henr. Bielke Kaas til Boltinggd., med et Hus ved Kirken til 6 fattige), Apotek, 3 Lægeboliger, Forsamlings- og Gymnastikhus (opf. 1885), Vandværk, Gæstgiveri, Bageri, flere industrielle Anlæg, som Andelsmejeri, Proppefabrik og Dampsavværk, mange Haandværkere og handlende, Markedsplads (Marked i Marts og Maj med Heste og Kvæg, i Nov. med Kvæg og Faar), stor Jærnbanestation (Knudepunkt paa den sydfynske Bane, Faaborg-Ringe og Nyborg-Ringe Banen), Telegraf- og Centraltelefonstation samt Postekspedition".

### Midtfyns Festival
I 1976 startede Midtfyns Festival. Denne musikfest på Ringe Dyrskueplads blev gennem årene besøgt af både danske og udenlandske pop- og rockkunstnere, bl.a. David Bowie, Aerosmith, Bryan Adams, Alice Cooper, Chuck Berry (sidste afskedskoncert), Bob Geldof, Roxette, Bon Jovi og mange andre store navne. I 1989, hvor Tracy Chapman var hovednavnet, havde festivalen 63.000 gæster, flere end Roskilde Festival. Men i starten af 2000-tallet løb Midtfyns Festival ind i økonomiske problemer og måtte lukke i 2004. I 2006-2012 blev den gamle festival erstattet af det mindre arrangement Midtfyn Open Air. I 2019 blev Midtfyns Festival genoplivet.

## Virksomheder

### Nassau Door
Nassau Door, der siden 1970 har produceret industrielle portløsninger, ligger i Ringe. Over 75% af den totale produktion bliver eksporteret til mere end 30 lande. Salget foregår gennem datterselskaber i 5 europæiske lande samt forhandlere i andre europæiske lande, Mellemøsten og Asien. I alt beskæftiger virksomheden ca. 700 medarbejdere. NASSAU Door A/S er en del af den svenske multinationale koncern Assa Abloy.

### Rynkeby Foods
Rynkeby Foods blev i 2016 overtaget af den familieejede tyske koncern Eckes Granini. Rynkeby er Nordens største producent af juice og saft og beskæftiger 248 ansatte (2021). Langt størstedelen af produktionen foregår i Ringe, kun 30 km fra Rynkeby ved Kerteminde, hvor virksomheden startede i et bryggers i 1934.

### Lactosan
Lactosan i Ringe leverer sammen med Kerry i Glamsbjerg mellem 50 og 70 procent af verdens produktion af ostepulver. De indkøber osterester fra producenterne i mange forskellige smagsvarianter og forvandler osten til et tørt pulver, der bruges som koncentrerede smagsgivere i fødevareindustrien, typisk i kiks, snacks, saucer, færdigretter og smelteost. Lactosan har hovedsæde og fabrik i Ringe og en fabrik i Uruguay. Produkterne afsættes på over 50 markeder. Lactosan A/S er en del af Lactosan-Sanovo Ingredients Group, der foruden ostepulver beskæftiger sig med produktion og salg af æggepulver. Lactosan-Sanovo Ingredients Group er en del af det familieejede konglomerat Thornico Group.

## Kendte personer
- Erik Eriksen (1902-1972), der var Danmarks statsminister 1950-1953 og i mange år medlem af Folketinget og formand for Venstre, var født i landsbyen Brangstrup 3 km sydøst for Ringe. Der står en statue af ham på Torvet i Ringe.
- Hans Henrik von Eickstedt (1715-1801), general og ejer af Boltinggård 3 km sydvest for Ringe
- Johannes Gandil (1873-1956), fodboldspiller
- Palle Lykke (1936-2013), cykelrytter og 6-dageskonge
- Allan Hansen (1956-), landsholdspiller i fodbold med stor karriere i OB, HSV og Tennis Berlin
- Andreas Bo Pedersen (1967-), skuespiller
- Jens Blauenfeldt (1968-), journalist og søn af Ringes mangeårige provst, hvis forældre også var præster i Ringe - Jens Blauenfeldts kusine Karen Blauenfeldt Dam er nu andenpræst i Ringe
- Dariusz Slowik (1977-), atlet, flere internationale medaljer i atletik (diskoskast)

## Galleri
- Ringe Museum.
- Algade set mod syd.
- Fritidscentret.
- Biblioteket.
- Ringe Bio.
- Natursti Ringe-Korinth